# Grugliasco
Grugliasco – miejscowość i gmina we Włoszech, w regionie Piemont, w prowincji Turyn.
Według danych na rok 2004 gminę zamieszkiwało 36 929 osób, 2840,7 os./km².